# Green Spur
Green Spur är en bergstopp i Antarktis. Den ligger i Västantarktis. Argentina, Chile och Storbritannien gör anspråk på området. Toppen på Green Spur är 94 meter över havet.
Terrängen runt Green Spur är huvudsakligen kuperad, men norrut är den bergig. Havet är nära Green Spur åt sydost. Trakten är obefolkad. Det finns inga samhällen i närheten.